# HFB 320

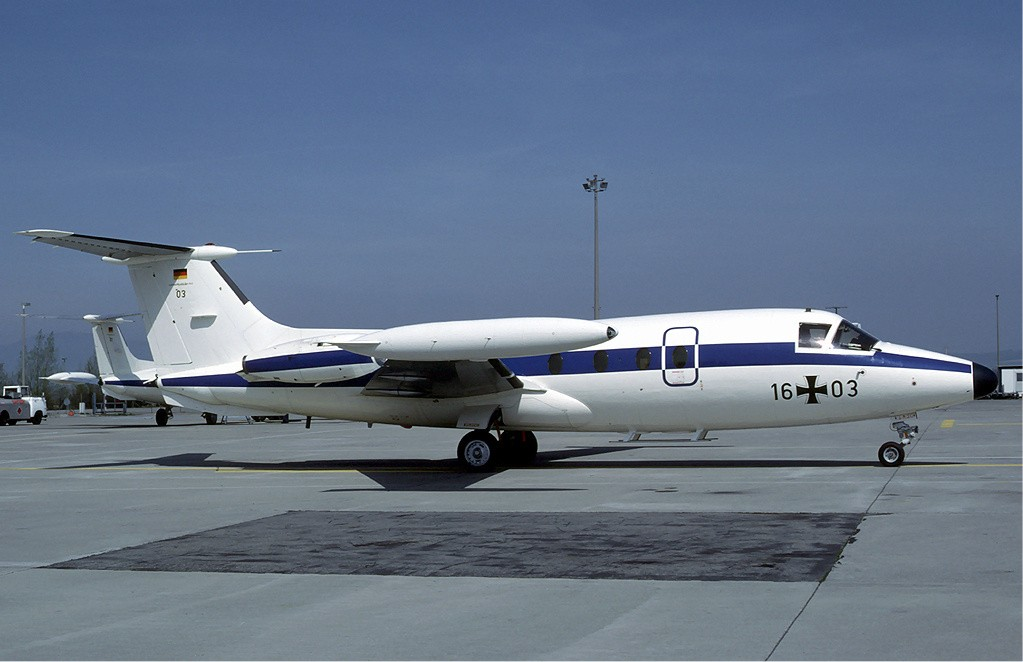
HFB 320 Hansa Jet der Luftwaffe (1984)

Die HFB 320 Hansa Jet ist ein zweistrahliges Geschäftsreiseflugzeug der Hamburger Flugzeugbau GmbH aus den 1960er-Jahren. Neben zwei Prototypen entstanden 45 Serienexemplare. Es war das erste in Serie gebaute zivile Flugzeug mit Strahlantrieb in Deutschland.

## Geschichte
Nach der Wiederzulassung des Flugzeugbaus in Deutschland und dem Beginn der Flugzeugfertigung, in erster Linie mit der Lizenzfertigung militärischer Flugzeuge (Noratlas, F-104), versuchte die deutsche Luftfahrtindustrie auch in der zivilen Luftfahrt wieder Fuß zu fassen. Der Hamburger Flugzeugbau (HFB) schlug darum 1960 dem Bundeswirtschaftsministerium das Projekt HFB 314 vor – ein zweistrahliges Kurz- und Mittelstreckenflugzeug für 80 Passagiere. Das Projekt wurde von Bundeswirtschaftsministerium aber nicht unterstützt, da es sich in Konkurrenz zur Caravelle der französischen Flugzeugwerke Sud Aviation befunden hätte.
Ein zweiter Vorschlag zur Entwicklung eines zweistrahligen Geschäftsreiseflugzeugs im Jahr 1961 fand dagegen die Unterstützung des Bundeswirtschaftsministeriums. Das Projekt HFB 320 wurde mit insgesamt etwa 150 Mio. DM gefördert, wovon allerdings etwa 100 Mio. DM zurückgezahlt wurden. Der HFB hatte die gesamte Programmverantwortung sowie die entwicklungstechnische und fertigungstechnische Verantwortung. Außerdem wurde im Werk Finkenwerder die Rumpf- und Seitenleitwerksstruktur hergestellt und die Ausrüstung aller Strukturteile sowie die Endmontage und der Einflug durchgeführt.
Folgende Firmen wurden beteiligt:
- Siebel AG, Donauwörth (Tragflächen)
- CASA, Madrid (Höhenleitwerk)
- GE Boston-Lynn (Triebwerke)
- Lockheed (Automotive Products), Liverpool (Fahrwerk)
- Saurer, Schweiz (APU)
- Lucas Industries, Luton (Frontscheiben)
- Normalair, England (Klima-, Druck- und Sauerstoffanlage)

Der Erstflug der HFB 320 fand am 21. April 1964 statt. Im Rahmen der Flugerprobung stürzte einer der Prototypen (Luftfahrzeugkennzeichen D-CHFB) am 12. Mai 1965 unweit von Torrejón de Ardoz in Spanien bei Überziehversuchen ab (sog. „Anti-Stall-Versuche“; siehe auch Strömungsabriss). Bei diesem Flugversuch kam die HFB 320 in ein Flachtrudeln und damit die Höhenflosse des T-Leitwerks in einen von der Strömung abgeschirmten Bereich. Damit war das Höhenruder wirkungslos und das Flachtrudeln konnte nicht mehr beendet werden. Als letzte Maßnahme lösten die Piloten den Bremsschirm aus, was jedoch ohne ausreichende Wirkung blieb. Der Testpilot Loren Davis kam dabei ums Leben. Der andere Testpilot Hans Bardill sowie ein weiteres Besatzungsmitglied konnten sich mit dem Fallschirm retten (siehe auch Flugunfall einer HFB 320 Hansa Jet bei Madrid).
Die erste Serienmaschine (D-CARA) hatte am 2. Februar 1966 ihren Jungfernflug. Die Zulassung durch das Luftfahrt-Bundesamt wurde am 20. Februar 1967 erteilt, die der FAA folgte am 7. April 1967. Die Zulassung erfolgte nach den Bestimmungen der Civil Air Regulation 4b (CAR 4b). Der damalige Verkaufspreis lag bei etwa drei Millionen DM.
Neben den Prototypen V1 und V2 wurden folgende HFB-320-Luftfahrzeuge gebaut und verkauft:
- S1: zusätzlich für die Flugerprobung, später Einsatz beim DLR
- S2: zusätzlich für die Flugerprobung
- S3–S37: verkauft in Europa, USA, Mexiko und Südamerika. Zeitraum von 1967 bis 1972.
- S38–S45: HFB 320 ECM, bestellt vom BMVg und geliefert an das JaboG 32 im Zeitraum von 1976 bis 1982.

Im Jahr 1969 wurde die Hamburger Flugzeugbau GmbH von Messerschmitt-Bölkow-Blohm (MBB) übernommen. MBB vermarktete die HFB 320, konnte jedoch nur 45 Maschinen dieses Typs verkaufen, davon 16 an die Bundeswehr. Diese wurden in der Flugbereitschaft in Köln-Wahn und bei der Erprobungsstelle 61 (heute: Wehrtechnische Dienststelle 61) in Manching eingesetzt. Ab 1976 dienten acht entsprechend modifizierte Maschinen (HFB 320 ECM) bis zu ihrer Außerdienststellung im Jahre 1994 (eine Maschine stürzte nach Zusammenstoß mit einem Kampfflugzeug bereits im Jahr 1976 ab) als Trainer für die elektronische Kampfführung beim JaboG 32 in Lagerlechfeld.
Am 30. November 2004 fand der wahrscheinlich letzte Flug einer HFB 320 statt. Eine HFB 320 der US-amerikanischen Fluggesellschaft Grand Aire Express (N604GA) sollte von Chesterfield bei St. Louis nach Toledo (Ohio) überführt werden. Kurz nach dem Start vom Spirit of St. Louis Airport in Chesterfield stürzte das Flugzeug in den Missouri River, wobei beide Piloten den Tod fanden. Ursache war ein Wartungsfehler, beitragende Ursache schlechtes Wetter.
Obwohl die HFB 320 kein wirtschaftlicher Erfolg war, bildete sie dennoch (gemeinsam mit der VFW 614 und C-160) für eine ganze Generation von Ingenieuren, Technikern und Facharbeitern die Grundlage, um später das erfolgreiche Airbus-Programm entscheidend mitgestalten zu können.

## Konstruktion

### Flugzeugzelle

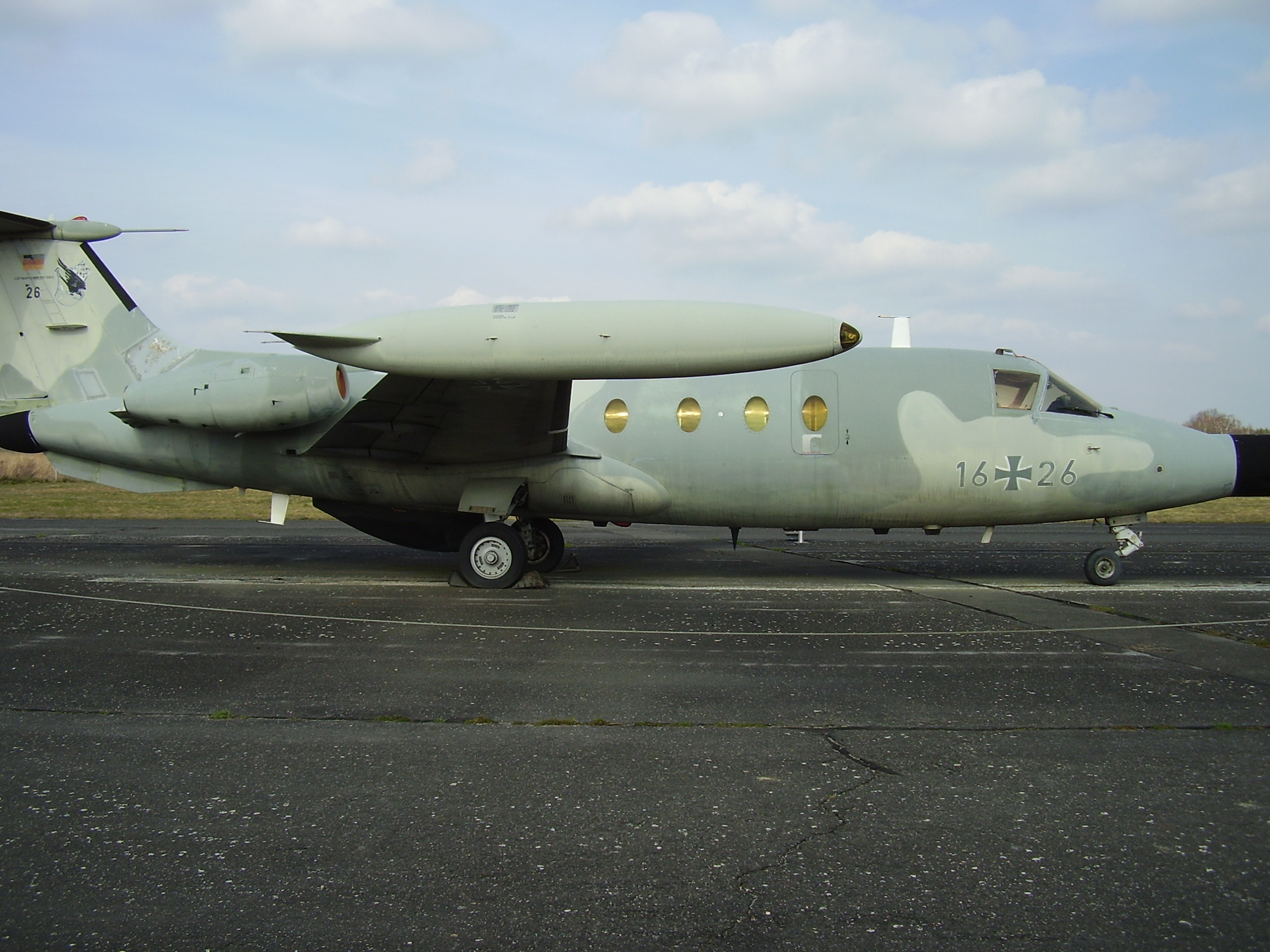
Die stärkere negative Pfeilung der Tragflächen-Hinterkanten des Hansa Jets ist gut erkennbar

Die als Mitteldecker ausgelegte Maschine verfügt über ein T-Leitwerk und zwei hinten seitlich am Rumpf angebrachte Triebwerke. Das Besondere dieses Typs sind die Tragflächen mit einer negativen Pfeilung (Vorpfeilung) von 15°. Diese konstruktive Auslegung beruhte auf Erkenntnissen, die Baade und Wocke bereits bei Junkers mit der Ju 287 erlangt hatten. Aufgrund der negativen Pfeilung war es möglich, die Tragflächenholmverbinder hinter der Kabine anzuordnen, was dem Platzangebot zugutekam. Dies ermöglichte eine maximale Durchgangshöhe und war 1963 ein Wettbewerbsvorteil gegenüber den Konkurrenzmustern Learjet 23, Jet Commander und Hawker Siddeley HS.125. Ein Nachteil der negativen Pfeilung war jedoch eine positive aeroelastische Verdrehung der Tragflächen bei einer Vergrößerung des Anstellwinkels, die bei hohen Anstellwinkeln zu einer früheren Strömungsablösung im Außenflügelbereich führen konnte. Um die positive aeroelastische Verdrehung zu reduzieren, mussten die Tragflächen sehr steif ausgeführt werden (konisch gewalzte Ober- und Unterschalen mit 2–4 mm Dicke). Außerdem wurden Zusatztanks an den Tragflächenenden angebracht, um die positive Verdrehung weiter zu verringern. Die Tragflächen selbst waren mit Querrudern, inneren Vorflügeln, Doppelspaltlandeklappen (max. 50°) und Bremsklappen ausgerüstet.
Die Tragflügelstruktur besteht aus drei Sektionen (Nasenkästen, Flügelmittelkasten und Endkästen). Der Flügelmittelkasten ist als Torsionsbox ausgeführt und dient gleichzeitig als Flügeltank. Der Rumpf ist in konventioneller Halbschalenbauweise konstruiert. Die Strukturteile sind überwiegend eloxiert. Die Konstruktion erfolgte nach dem Fail-Safe-Prinzip. Die Zelle wurde für 18.000 Flüge ausgelegt (ein Flug entspricht 1,8 Flugstunden). Dies wurde auch in Ermüdungsversuchen nachgewiesen. Der zulässige Kabinendifferenzdruck beträgt 8,25 psi. Der Tragflügelmittelkasten ist in Integralbauweise konstruiert und gefertigt. An den beiden Flanschseiten sind die Tragflächen mit hochfesten Dehnbolzen befestigt. An der unteren Seite des Tragflügelmittelkasten ist das Hauptfahrwerk angeschlossen. Der Tragflügelmittelkasten dient außerdem als Mitteltank. Oberhalb des Tragflügelmittelkasten befindet sich der von innen zugängliche Gepäckraum. Hinter dem Tragflügelmittelkasten befinden sich die Geräteräume (Elektrik, Hydraulik, Kraftstoff, Klima- und Druckversorgung). Die Geräteräume sind durch mehrere Wartungsklappen von außen zugänglich. Die hinteren Spanten sind als Anschlusspunkte für das Seitenleitwerk und die beiden Triebwerke konstruiert. Der Heckkonus enthält einen Bremsschirm.
Die Frontscheiben sind sphärisch geformt und aus Stretch Acryl mehrlagig aufgebaut. Außerdem sind sie elektrisch beheizbar und mit einer elektrisch leitenden Schicht zur Ableitung der statischen Elektrizität versehen. Mit entsprechenden Versuchen wurde die Vogelschlagsicherheit nachgewiesen. Die linke Seitenscheibe ist aufklappbar und diente auch als Notausstieg.

### Flugzeugsysteme

#### Flugsteuerung
Die mechanische Flugsteuerung besteht aus Drehwellen mit Getrieben und Stoßstangen ohne hydraulische Kraftunterstützung. Die Steuerflächen haben einen Massenausgleich. Die Trimmung von Quer- und Seitenruder erfolgt elektrisch, während die Trimmung der Höhenflosse hydraulisch unterstützt wird. Die Landeklappen, Vorflügel und Luftbremsen werden hydraulisch betätigt. Als Ergebnis des Flugtestunfalls mit der HFB 320 V1 bekam die HFB 320 eine Stick Shaker- und Stick Pusher-Anlage, die von einem Analog/Digitalrechner gesteuert wurde. Die Anlage diente dazu, den Piloten vor dem Erreichen der Stallgeschwindigkeit rechtzeitig zu warnen (durch Schütteln der Steuersäule/Stick Shaker); reagierte der Pilot dann nicht, wurde die Steuersäule nach vorn gedrückt (Stick Pusher). Die notwendigen Steuerungsinformationen wurden vom Rechner aus Geschwindigkeit, Anstellwinkel, Anstellwinkeländerungsgeschwindigkeit, Lufttemperatur und -dichte sowie Landeklappenstellung ermittelt. Wahrscheinlich war die HFB 320 das erste zivile Flugzeug der Welt, das serienmäßig über eine solche Anlage verfügte.

#### Hydraulik
Die Hydraulikanlage besteht aus zwei unabhängigen Kreisen mit einem Druck von 3000 psi. Über eine Handpumpe im Cockpit kann ein Notkreis für wichtige hydraulische Funktionen (z. B. Fahrwerk) betrieben werden.

#### Elektrik
Zwei 28-V-Gleichstromgeneratoren (je Triebwerk ein Generator) versorgten das Flugzeug mit Strom. Die Generatoren dienen gleichzeitig als Startermotoren für die Triebwerke. Hierzu ist eine Außenstromversorgung erforderlich. Wenn eine APU mit Gleichstromgenerator eingebaut war, konnten die Triebwerke auch hiermit angelassen werden (wegen hoher Wartungskosten wurden allerdings alle APUs nach und nach ausgebaut). Zwei rotierende und ein statischer Umformer wandeln die 28 Volt Gleichspannung in Wechselspannung mit 115 V und 400 Hz zur Versorgung der eingebauten Avionik und anderer elektrischer Geräte um. Für die Notstromversorgung standen eine oder zwei NiCd-Batterien zur Verfügung. Außerdem sorgten zwei Wechselstromgeneratoren 115/200 V ungeregelter Frequenz für die elektrische Enteisung.

#### Avionik
Die Avionik ist in einem vorderen Radio-Rack hinter der Cockpitwand und einem weiteren Radio-Rack in einem der hinteren Geräteräume installiert. Die beiden Radio-Racks bieten ausreichend Platz, um ein Avionikpaket nach Kundenwunsch zu installieren. Der Kunde konnte zwischen Avionikpaketen der Hersteller Sperry (Autopilot SP40) oder Collins (Autopilot AP103) wählen. Eine Geräteausrüstung für Anflüge nach CAT II (Instrumentenlandesystem) ist möglich.

#### Fahrwerk
Das Flugzeug hat ein Dreibeinfahrwerk. Das Hauptfahrwerk ist am Rumpf befestigt und wird nach vorne in den Rumpf eingefahren. Das Bugfahrwerk wird gleichfalls nach vorne eingefahren. Das Fahrwerk kann mit allen drei Hydraulikkreisen betätigt werden. Das Bugfahrwerk ist über ein Handrad im Cockpit steuerbar. Die Bremsen sind mit einem Anti-Skid-System (ähnlich einem Antiblockiersystem beim Auto) ausgerüstet.

#### Druck- und Klimaanlage
Zur Klimatisierung und Druckbeaufschlagung von Cockpit und Kabine wurde Zapfluft der Triebwerke benutzt. Dabei wurden Teile der Zapfluft durch einen Wärmetauscher geleitet. Anschließend wurde die gekühlte Luft über ein Mischventil, an dem gewünschte Kabinentemperatur eingestellt wurde, wieder mit der restlichen Zapfluft vermischt. Der Kabinendruck wurde über zwei pneumatisch gesteuerte Auslassventile eingestellt. Die Steuerung erfolgte durch einen im Cockpit installierten Höhenregler. Bis zu einer Flughöhe von 38.000 ft konnte damit ein maximal 7.250 ft (Differenzdruck=8,25 psi) entsprechender Kabineninnendruck gehalten werden.
Die ECM-Version hatte eine zweite Klimaanlage, die ausschließlich zur Kühlung der Störsender diente. Bei Ausfall der Kabinenklimaanlage konnte damit auch ein Notbetrieb zur Druckhaltung in der Kabine erfolgen.

#### Kabine
Die Standardauslegung der Kabine war die siebensitzige Version. Es wäre jedoch auch eine elf- oder zwölfsitzige Version möglich gewesen. Eine Toilette befindet sich auf der linken Seite im Durchgang zwischen Cockpit und Kabine. Gegenüberliegend ist eine Garderobe sowie eine Pantry eingebaut. Der Gepäckraum ist von innen zugänglich und befindet sich hinter der hinteren Sitzreihe.

#### Triebwerk
Es wurden zwei Triebwerke General Electric CJ610 installiert. Zum Einsatz kamen die Versionen -1, -5 und -9, die sich voneinander durch einen jeweils erhöhten Schub unterscheiden. Das Triebwerk ist ein Einkreistriebwerk der ersten Generation von Strahltriebwerken und war das einzige Triebwerk in dieser Schubklasse, das serienmäßig zur Verfügung stand. Der Nachteil dieses Triebwerks war der hohe Kraftstoffverbrauch (specific fuel consumption, sfc) von 0,97 lb/lbf×hr und die hohe Lärmemission (−9-Version 103 dbA bei 103 % Startschub).

#### Hilfstriebwerk (Auxiliary Power Unit)
Ein Hilfstriebwerk des Typs Saurer APU GT 15 mit 15 bhp Leistung war im Rumpfhinterteil eingebaut. Es diente zur Stromerzeugung für den Start der Triebwerke ohne externe Stromversorgung und zur Klimatisierung am Boden. Die Saurer-APU war damals das kleinste Hilfstriebwerk der Welt. Wegen der hohen Wartungs- und Instandsetzungskosten wurde das Hilfstriebwerk aber nach und nach wieder ausgebaut.

#### Kraftstoffsystem
Der Kraftstoff wurde im Rumpftank, in den Flügeltanks und den Flügelspitzentanks („Tiptanks“) untergebracht. Das Innere der Tanks wurde mit einem Polyurethanlack sowie mit einer Antimikrobenbeschichtung versehen. Die ersten Serienflugzeuge hatten eine Fallstrombetankung. Spätere Serienflugzeuge wurden mit einem zentralen Druckbetankungssystem versehen. Der Kraftstofftransfer aus dem Rumpftank und den Tiptanks in die Flügeltanks wurde automatisch geregelt. Diese Regelung diente auch der Einhaltung der zulässigen Schwerpunktlage. Der Kraftstoff in den weit nach vorne ragenden Tiptanks sollte bei hohen Fluggewichten auch die aeroelastische Aufbiegung der Tragflächen reduzieren. Jeder Flügel- und Tiptank war mit zwei Kraftstoffpumpen versehen. Der Rumpftank hatte eine einzelne Pumpe.

#### Enteisungssystem
Die Vorderkanten der Triebwerkslufteinlässe wurden mit heißer Zapfluft aus dem jeweiligen Triebwerksverdichter (Entnahme in den Stufen 3 bis 5) enteist. Die Flügelnasen, die Nasen vom Höhen- sowie Seitenleitwerk, die Vorflügel und Einlässe der Klimaanlage wurden elektrisch enteist. Hierzu wurden die Teile mit elektrisch beheizten Gummimatten versehen. Die Ansteuerung der einzelnen Sektionen erfolgte zyklisch, da für die gleichzeitige Beheizung aller Bereiche nicht genügend elektrische Energie zur Verfügung stand. Die Ansteuerung erfolgte durch eine elektromechanische Box, die einen Schrittschaltmotor mit Kontaktwalze enthielt. Die elektrische Energie wurde von zwei Generatoren 115/200 Volt ungeregelter Frequenz erzeugt. Ebenfalls fand eine elektrische Enteisung bei den Frontscheiben Anwendung.

### HFB 320 ECM

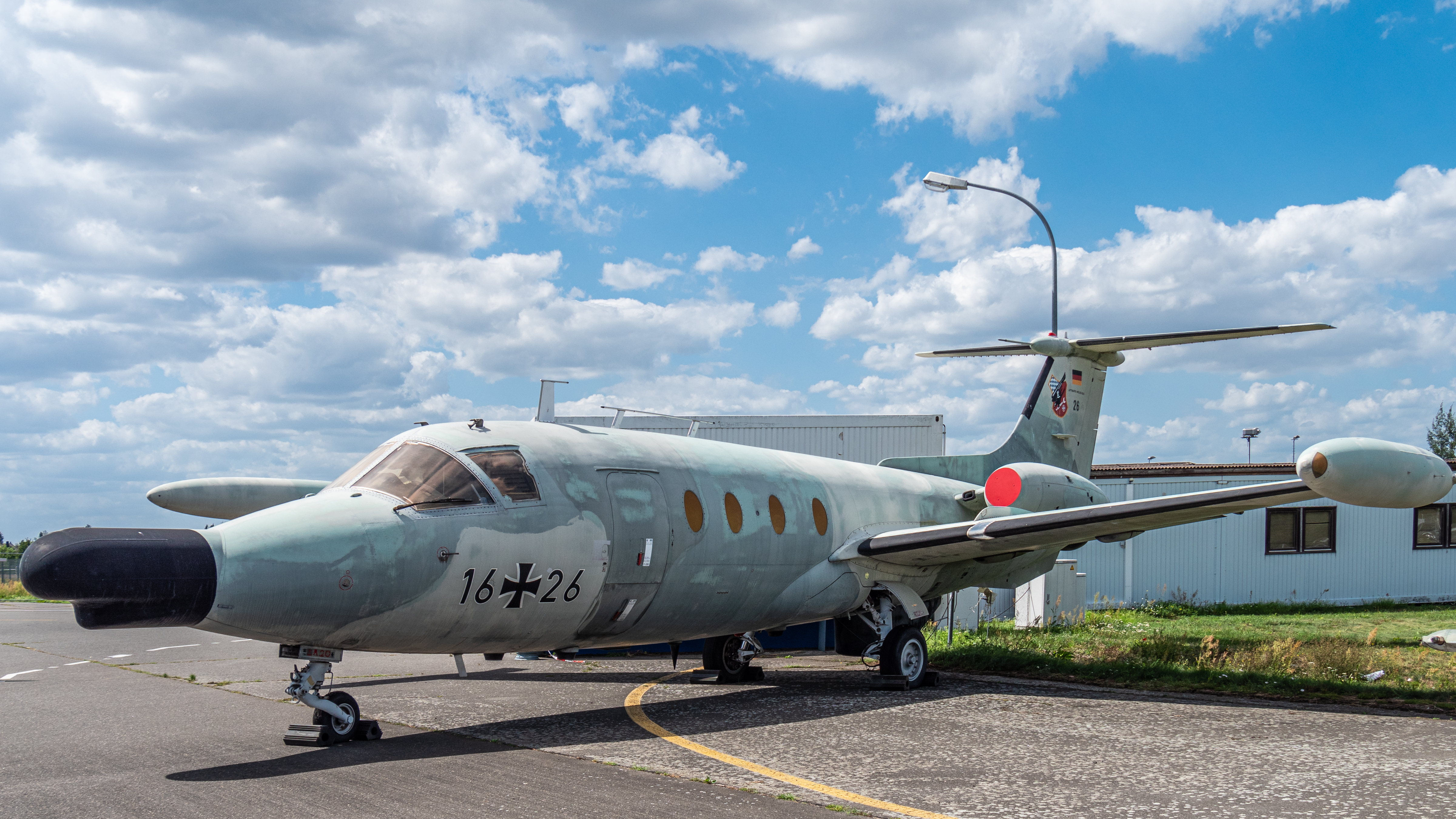
HFB 320 Hansa Jet ECM beim MHM Berlin-Gatow

1973 bestellte das Bundesamt für Wehrtechnik und Beschaffung acht Flugzeuge HFB 320 ECM beim MBB-Unternehmensbereich Hamburger Flugzeug auf dem Flugplatz Hamburg-Finkenwerder (heute Airbus-Standort). Mit diesen Flugzeugen wurden die Bediener von Luftverteidigungssystemen von Luftwaffe, Heer und Marine sowie bei NATO-Übungen auch anderer NATO-Staaten, in der Erkennung elektronischer Störungen und Anwendung von Gegenmaßnahmen trainiert. Außerdem wurden Versuche zur technischen Verbesserung der Störfestigkeit von Luftverteidigungssystemen durchgeführt. Die Flugzeuge wurden zum Teil aus Serienüberhängen (um)gebaut. Für die Integration der ECM-Anlage (Electronic Counter Measures; dt. „Elektronische Gegenmaßnahmen“) mussten allerdings umfangreiche Änderungen an der Flugzeugzelle sowie an den Systemen vorgenommen werden. Die Geräte der ECM-Anlage wurden von der italienischen Firma Elettronica S.p.A. in Rom entwickelt und gebaut. Die Anlage bestand aus Empfangs- und Sendeanlage, die von einem Koordinator und zwei Störfunkern betrieben wurden. Dem Koordinator standen eine Navigationsanlage der Firma Marconi sowie eine UHF-Anlage zur Verfügung.

#### Empfangsanlage
Der Empfänger RMB6 kann mit einer definierten Geschwindigkeit über den Frequenzbereich 1 bis 18 GHz abgestimmt werden. Die Eingangssignale kamen von einer Antenne, die auf der Rumpfunterseite unter einem Radom installiert war. Die Antenne konnte entweder unter einem bestimmten Winkel zur Flugzeuglängsachse ausgerichtet werden oder wurde rotierend betrieben. Durch den Video Analyzer UYD2 wurden die Signale unter anderem in Hinblick auf Frequenz, Modulationsform und Modulationsfolge (Pulswiederholungsfrequenz) ausgewertet.

#### Sendeanlage

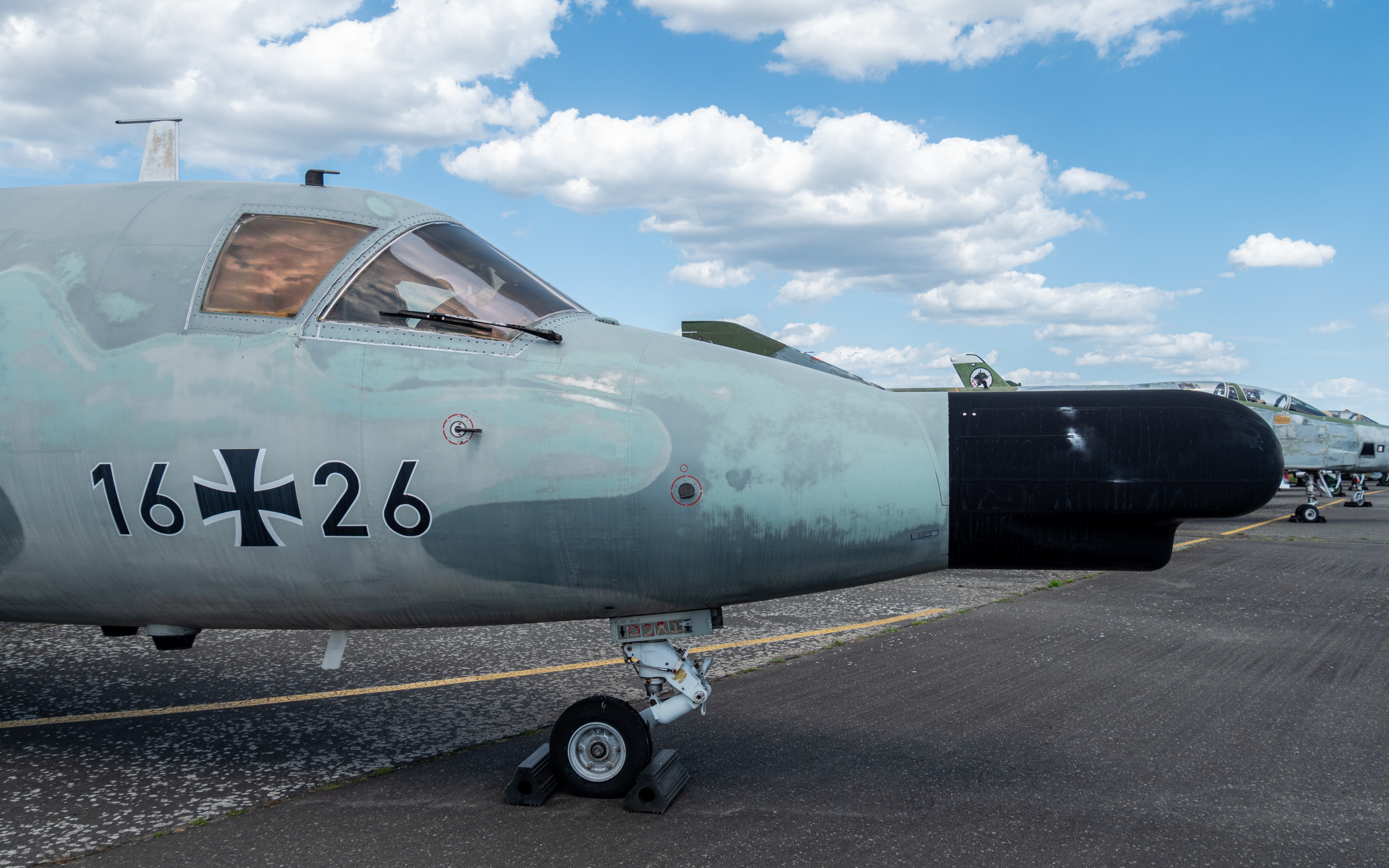
Verlängerte „Nase“ der ECM-Version des HFB 320 Hansa Jet

Ein Multifunktionsmodulator diente zur Ansteuerung der sechs Störsender ULQ. Mit ihm konnten die Störfrequenz, die Modulationsform und Frequenz sowie die Pulswiederholfolge eingestellt werden. Die Störsender waren im Gepäckraum der HFB 320 untergebracht. Für deren Kühlung wurde eine zweite Klimaanlage installiert. Die Störsender deckten einen Frequenzbereich von 1–18 GHz ab und waren mit einer Wanderfeldröhre variabler Frequenz bestückt. Die Sendeleistung wurde über Aluminiumhohlleiter zu den Antennen (Hornstrahler) im Rumpfbug und -heck geleitet. Die Antennen waren auf einem Antennenmast befestigt und konnten vom Störfunker auf das Ziel ausgerichtet werden. Sie wurden mit einem speziell geformten Radom verkleidet.
Auf Grund der Einsatzerfahrungen wurde das ECM-System der HFB 320 von 1984 bis 1989 modifiziert, um die Leistungsfähigkeit weiter zu steigern (HFB 320 ECM-Anpassmaßnahmen). Hierzu sind in die HFB 320 ECM geänderte und zusätzliche Geräte im DASA-Werk Lemwerder eingebaut worden.
Mit der HFB 320 ECM stand der Luftwaffe sowie den NATO-Partnern ein leistungsfähiges ECM-Trainingssystem zur Verfügung, das beim Jagdbombergeschwader 32 in Lechfeld beheimatet war, bis es ab 1994 infolge der geänderten sicherheitspolitischen Lage schrittweise ausgemustert wurde.

## Zwischenfälle
Vom Erstflug im Jahr 1964 bis zum Betriebsende 2004 wurden insgesamt neun HFB 320 zerstört oder irreparabel beschädigt. Bei sechs der Unfälle kamen insgesamt 21 Menschen ums Leben.
Die tödlichen Unfälle von 1965 und 2004 sind oben im Abschnitt Geschichte beschrieben. Andere Beispiele:
- Am 18. Dezember 1970 fiel in der HFB 320 der General Air mit dem Luftfahrzeugkennzeichen D-CIRO auf einem Überführungsflug von Hamburg nach Köln/Bonn das elektrische System aus. Um in Sichtflugwetterbedingungen zu gelangen, flogen die Piloten in Richtung Nordsee. In Ermangelung eines zwischen den Wolken sichtbaren Flughafens wurde eine Notlandung mit eingefahrenem Fahrwerk auf dem Strand der niederländischen Insel Texel durchgeführt. Beide Piloten überlebten. Die ohnehin beschädigte Maschine wurde bei der Bergung endgültig demoliert.[10]

- Am 29. Juni 1972 verunglückte eine HFB 320 der Inter City Flug (D-CASY) bei dem Versuch, vom Flughafen Blackpool (England) zu starten. Die Verriegelung des Höhenruders war vor dem Start nicht gelöst worden, wodurch die Maschine nicht abheben konnte. Bei sehr hoher Geschwindigkeit wurde der Start abgebrochen. Das Flugzeug überrollte das Startbahnende sowie eine Bahnlinie und kam in einem Ferienlager zum Stillstand. Sieben der acht Insassen wurden getötet.[11]

- Am 9. März 1973 vergaßen die Piloten einer HFB 320 der US-amerikanischen Golden West Airlines (N320MC), vor der Landung auf dem Flughafen Phoenix Sky Harbor (Arizona, USA) das Fahrwerk auszufahren. Demzufolge kam es zu einer Bauchlandung. Alle 9 Insassen, beide Besatzungsmitglieder und 7 Passagiere, überlebten den Unfall. Das Flugzeug wurde irreparabel beschädigt.[12]

- Am 22. November 1976 verunglückte die HFB 320 ECM mit dem deutschen militärischen Kennzeichen 16+22 nahe Ziemetshausen,[13] nachdem sie mit einer Fiat G.91 der Waffenschule der Luftwaffe 50 (Kennzeichen 34+49) aus Fürstenfeldbruck in der Luft kollidiert war. Die fünf Besatzungsmitglieder des Hansa Jets kamen ums Leben, die beiden Piloten des Kampfjets konnten sich mit dem Schleudersitz retten. Dieser einzige tödliche Unfall mit einer HFB 320 im Betrieb der Bundeswehr – zu dieser Zeit Teil des Fernmeldelehr- und Versuchsregimentes 61 – war darauf zurückzuführen, dass die Besatzung der Fiat G.91 einen zugewiesenen Luftraum für Luftkampfmanöver (sog. temporary reserved airspace) verließ, ohne wie beabsichtigt zu Instrumentenflugregeln (IFR) zurückzuwechseln, und mit dem Heck der nach IFR fliegenden HFB 320 in knapp 3.000 Metern Höhe kollidierte. Der Pilot der G.91 musste sich für den Unfall vor Gericht verantworten.[14][15][16]

- Am 4. Oktober 1984 starteten die Piloten einer HFB 320 der US-amerikanischen McCollum Aviation (N127MW) auf dem Aberdeen Regional Airport (South Dakota, USA) auf der falschen Startbahn (17 statt 13). Die Maschine überrollte das Ende der 1176 Meter langen Startbahn, prallte gegen einen Zaun, überquerte einen Graben, eine Straße und einen weiteren Graben, bevor sie abhob. Ein Startabbruch wurde zu keinem Zeitpunkt durchgeführt. In einer Rechtskurve sank das Flugzeug wieder und schlug auf dem Boden auf. Es war außerdem um eine Tonne überladen. Alle 3 Insassen, zwei Besatzungsmitglieder und ein Passagier, wurden getötet.[17]

## Technische Daten

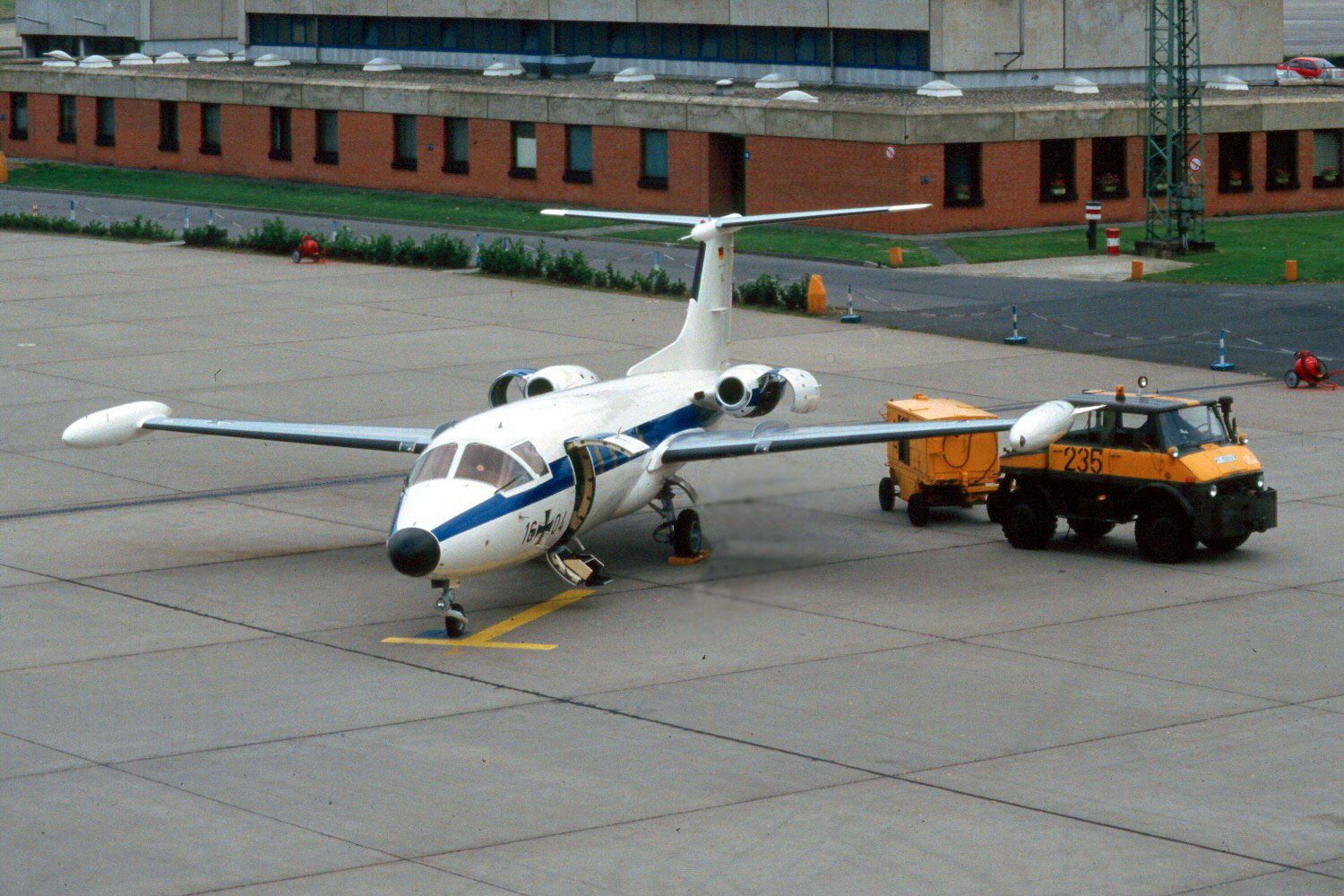
HFB 320 Hansa Jet der Bundeswehr

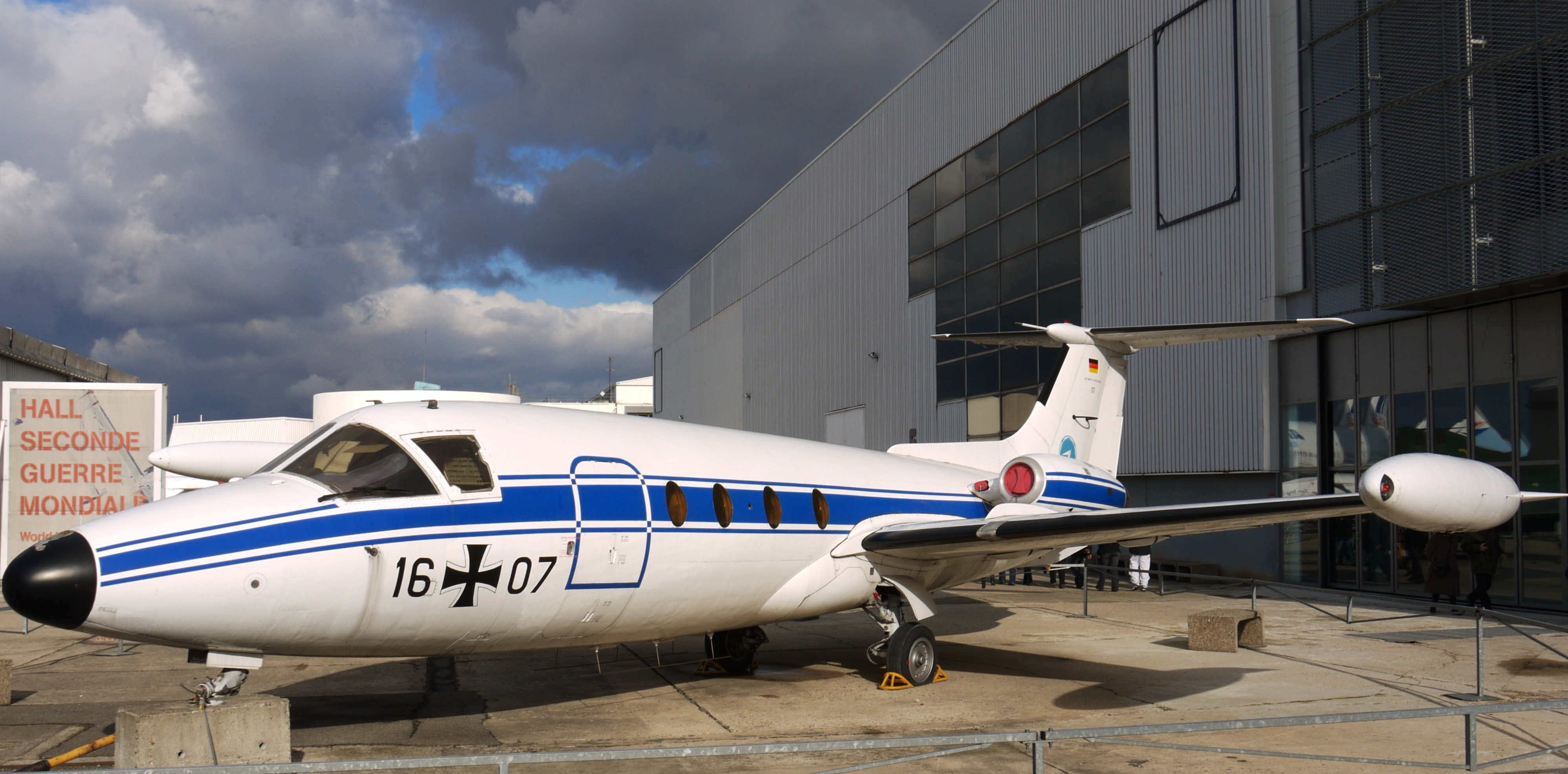
HFB 320 im französischen Luft- und Raumfahrtmuseum in Le Bourget

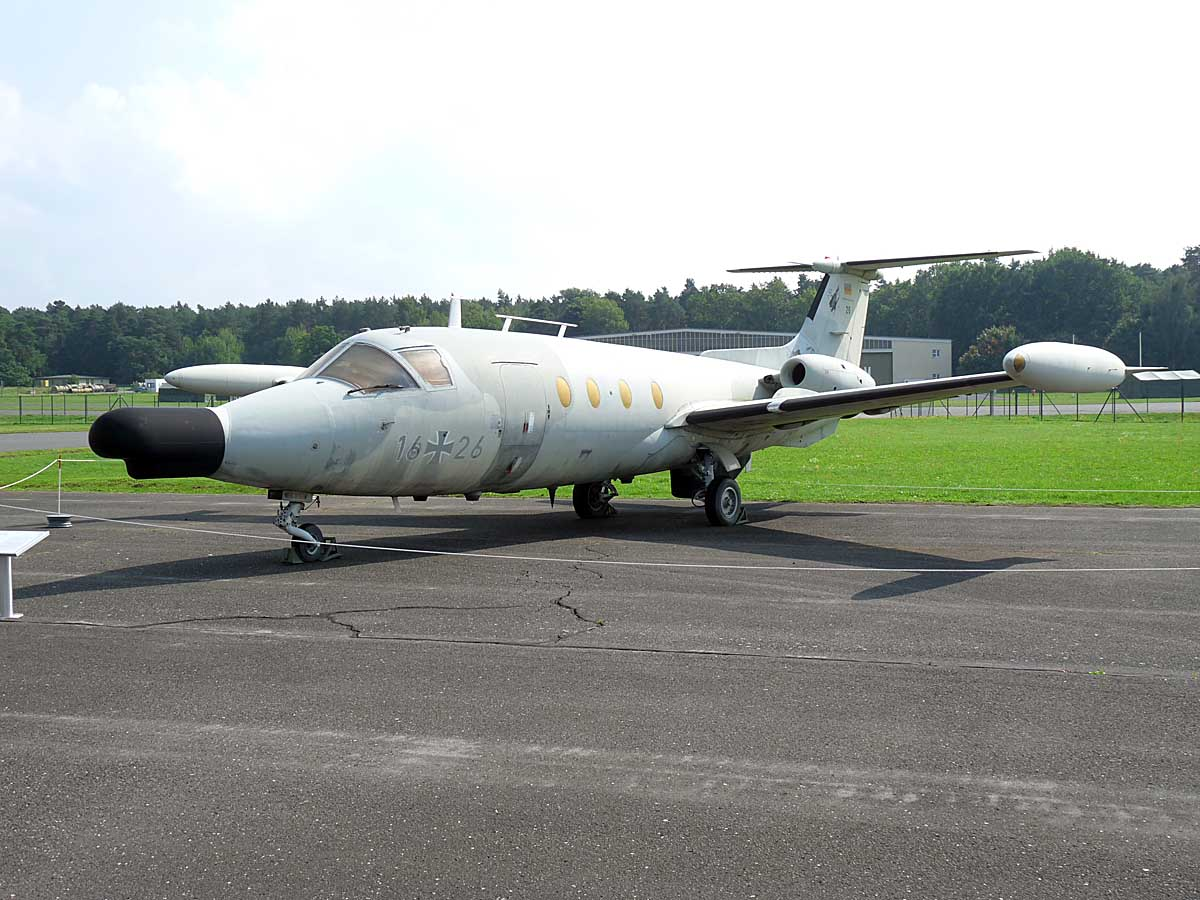
HFB 320 „Hansa-Jet“ ECM im Militärhistorischen Museum Flugplatz Berlin-Gatow

| Kenngröße             | Daten                                                                |
| --------------------- | -------------------------------------------------------------------- |
| Besatzung             | 2 (ECM: 5)                                                           |
| Passagiere            | 12 (ECM: 0)                                                          |
| Länge                 | 16,61 m                                                              |
| Spannweite            | 14,49 m                                                              |
| Tragflächenprofil     | NACA 65A(1.5)13 innen, NACA 63A(1.8)11 außen                         |
| Höhe                  | 4,94 m                                                               |
| Kabinenlänge          | 4,58 m                                                               |
| max. Kabinenbreite    | 1,90 m                                                               |
| max. Kabinenhöhe      | 1,74 m                                                               |
| Nutzlast              | 1200 kg                                                              |
| Betriebsleermasse     | 5000 kg                                                              |
| Startmasse            | (je nach Version) 8500 kg / 9200 kg / 9600 kg                        |
| Reisegeschwindigkeit  | 819 km/h                                                             |
| Höchstgeschwindigkeit | Mach 0,83                                                            |
| Dienstgipfelhöhe      | 11.600 m                                                             |
| Reichweite            | max. 2370 km (1455 km mit 12 Passagieren, 2320 km mit 4 Passagieren) |
| Triebwerke            | zwei General Electric CJ 610-1/5/9 mit je 12–13 kN Schub             |

## Verbleib in Deutschland
Seit Ende 2004 versucht der Verein „Ein Hansa Jet für Hamburg“, eine Maschine dieses Typs zu kaufen und flugbereit zu erhalten. Im Mai 2007 wurde zu diesem Zweck ein gut erhaltener Hansa Jet von der Bundeswehr gekauft. Er wurde im August von Manching zu seinem jetzigen Standort nach Hamburg verbracht, um dort in einigen Jahren restauriert und mit Triebwerken versehen als historisches Flugzeug bzw. fliegendes Denkmal wieder zu fliegen. Am 17. Januar 2010 wurde der Hansa Jet mit Straßenrollern von der Lufthansa Technik in Fuhlsbüttel zu Airbus nach Finkenwerder verbracht. Auf dem dortigen Werksgelände, auf dem dieser Jet ursprünglich gebaut wurde, wollte der Verein das Flugzeug wieder flugfähig machen. Das Vorhaben wurde 2023 aufgegeben und das Flugzeug zum stillgelegten Flugplatz Berlin Tegel transportiert.
- Die HFB 320 mit dem Luftfahrzeugkennzeichen 16+06 (S28) (ex Flugbereitschaft) sowie die HFB 320 ECM (ehemals JaboG 32, 3. Staffel), Luftfahrzeugkennzeichen 16+26 (S43) sind Ausstellungsstücke des Militärhistorischen Museums auf dem ehemaligen Flugplatz Berlin-Gatow.
- Die HFB 320 V2 steht im Deutschen Museum in München.
- Die HFB 320 S1 steht auf dem Airbus-Gelände auf dem Flugplatz Hamburg-Finkenwerder.
- Eine HFB 320 (zivil) steht im Luftfahrt-Museum Laatzen-Hannover.
- Eine HFB 320 (D-COSA) steht im Gerhard-Neumann-Museum in Niederalteich.[20]

## Weiterentwicklung
Im Jahr 1969 wurden Projektpläne veröffentlicht, die eine auf den US-Markt ausgerichtete Weiterentwicklung mit der Bezeichnung HFB 330 Hansa Fan Jet zum Ziel hatten. Danach sollte das neue Flugzeug 1971 in die Flugerprobung gehen und 1972 die FAA-Zulassung erhalten. Die Serienfertigung sollte dann 1973 mit drei Stück pro Monat voll anlaufen. Als Stückpreis waren 6,5 Mio. DM avisiert. Es war geplant, bis 1980 etwa 200 Maschinen auf dem amerikanischen Markt abzusetzen. Die HFB 330 sollte von zwei Garrett ATF-3-Turbofan-Triebwerken mit einem Schub von jeweils 18,0 kN (4040 lbs) angetrieben werden. In unterschiedlichen Ausführungen sollten 10, 14 oder 16 Passagiere befördert werden können. Die Reichweite wurde mit etwa 4.500 km und die maximale Abflugmasse mit 10.200 kg angegeben.
Im Jahr 1977 wurde untersucht, die bereits ausgelieferten HFB 320 mit dem Triebwerk Garrett TFE 731 nachzurüsten (HFB 320 Fan Jet), um den Kraftstoffverbrauch zu reduzieren und die Lärmemission zu vermindern. Auf Grund der hohen Entwicklungskosten und der geringen Stückzahl wurde das Vorhaben aber nicht weiterverfolgt.